# 日本歯科技工学会
一般社団法人日本歯科技工学会（にっぽんしかぎこうがっかい、The Nippon Academy Dental Technology;NADT）は、歯科技工学を中心とした学問を取り扱う専門学術団体の一つである。

## 概要
1979年に日本歯科技工士学会として設立、1985年に日本歯科技工学会となる。2016年現在、会長は山鹿洋一。

## 本部事務局
- 〒170-0003　東京都豊島区駒込1-43-9 駒込TSビル4F 財団法人口腔保健協会内

## 支部
- 北海道・東北支部
- 関東支部
- 東海・北信越支部
- 近畿支部
- 中国・四国支部
- 九州・沖縄支部

## 学会誌
- 『日本歯科技工学会雑誌』年2回発刊 ISSN 0914-7713 全国書誌番号:00070532

## 専門認定
- 日本歯科技工学会認定士

## 学会賞
- 優秀研究論文賞
- 優秀臨床技工術式論文賞

## 大会等
| 年     | 月日          | 名称                           | 会長     | 会場                       | テーマ                                               | 参加者数    | 備考                            |
| ------ | ------------- | ------------------------------ | -------- | -------------------------- | ---------------------------------------------------- | ----------- | ------------------------------- |
| 2011年 | 10月1日～2日  | 日本歯科技工学会第33回学術大会 | 三浦宏之 | タワーホール船堀           | 歯科技工の役割－咀嚼・嚥下機能の回復を果たすために－ | 2,000名以上 | [ 3 ]                           |
| 2012年 | 9月1日～2日   | 日本歯科技工学会第34回学術大会 | 窪木拓男 | 岡山コンベンションセンター | 歯科医療におけるパラダイムシフトと歯科技工           |             | [ 4 ] [ 5 ]                     |
| 2013年 | 7月5日～7日   | 日本歯科技工学会第35回学術大会 |          | 大田広域市（韓国）         |                                                      |             | 第5回国際歯科技工学術大会に併催 |
| 2014年 | 9月19日～20日 | 日本歯科技工学会第36回学術大会 | 横山敦郎 | 北海道大学                 | 匠とサイエンス                                       |             | [ 7 ]                           |

## 加盟団体
- 日本歯学系学会協議会